# Seznam ukrajinskih nogometašev
Seznam ukrajinskih nogometašev.

## B
- Oleh Blohin (Оле́г Блохі́н)

## F
- Sergej Fedorov (Сергій Федоров)

## G
- Oleg Gusev (Олег Гусєв)
- Andrej Gusin (Андрій Гусін)

## N
- Sergej Nazarenko (Сергій Назаренко)
- Andrej Nesmačnij (Андрій Несмачний)
- Evgen Novak

## P
- Oleg Protasov (Олег Протасов)

## R
- Oleksander Radčenko (Олександр Радченко)
- Sergej Rebrov (Сергій Ребров)
- Oleksander Rikun (Олександр Рикун)
- Ruslan Rotan (Руслан Ротань)
- Andrej Rusol (Андрій Русол)

## S
- Sergij Viktorovič Skačenko (Сергій Вікторович Скаченко)
- Maxim Starcev (Максим Старцев)

## Š
- Oleg Šelajev (Олег Шелаєв)
- Andrij Ševčenko (Андрій Шевченко)
- Vjačeslav Ševčuk (В'ячеслав Шевчук)
- Sergej Šiščenko (Сергій Шищенко)
- Oleksander Šovkovskij (Олександр Шовковський)

## T
- Anatolij Timoščuk (Анатолій Тимощук)

## V
- Vladislav Vaščuk (Владислав Ващук)
- Oleg Venglinskij (Олег Венглинський)
- Andrej Voronin (Андрій Воронін)